# St. Lewis Inlet
Das St. Lewis Inlet ist eine fjord-artige Bucht an der Ostküste Labradors in der kanadischen Provinz Neufundland und Labrador. 
Die Bucht befindet sich im äußersten Südosten der Labrador-Halbinsel. Die schmale Bucht weist in WNW-OSO-Richtung eine Länge von 35 km auf. Die maximale Breite beträgt 2,6 km. Der St. Lewis River mündet in das Kopfende der Bucht. 11 km vom Kopfende entfernt befindet sich die Insel Wood Island. Der Trans-Labrador Highway (Route 510) überquert an dieser Stelle die Bucht. Am Ausgang der Bucht befindet sich die Insel Captain Jack's Island. Der St. Lewis Sound bildet den Übergangsbereich zwischen Bucht und offenem Meer. Südlich des Buchtausgangs liegt die Gemeinde Mary’s Harbour. 